# Sergi Vidal
Sergi Vidal Plana (Badalona, 9 aprile 1981) è un ex cestista spagnolo.
Con la Spagna ha disputato i Campionati europei del 2005.

## Palmarès
- Campionato spagnolo: 2

Saski Baskonia: 2001-02, 2007-08
- Copa del Rey: 4

Saski Baskonia: 2002, 2004, 2006, 2009
- Supercoppa spagnola: 4

Saski Baskonia: 2005, 2006, 2007, 2008